# Neila Benzina
Neila Benzina (arabe : نائلة بنزينة) est une femme d'affaires tunisienne, classée en 2017 parmi les cinquante femmes les plus puissantes du continent africain.

## Biographie

### Carrière professionnelle
Diplômée de l'Institut national des télécommunications, elle est la présidente de Business & Decision pour la région MENA jusqu'à ce que le groupe soit racheté par Orange.
En 2017, à l'âge de 37 ans, elle est classée par le magazine Jeune Afrique parmi les cinquante femmes les plus puissantes du continent.
À la suite du rachat de Business & Decision en 2018, elle quitte le groupe et co-fonde Wimbee, une société de conseil et d'ingénierie dans le domaine du digital et de l'analyse des données.
En juillet 2019, elle co-fonde la Holberton School Tunis, une école de formation en ingénierie informatique,.
Elle est aussi la présidente de l'association TACT (Tunisian Association for Communication & Technology).

### Proximités politiques
En novembre 2016, Neila Benzina rencontre Emmanuel Macron lors de sa visite à Tunis puis devient, en décembre 2017, l'une des dix personnalités issues de la société civile choisies pour entrer au bureau exécutif de son mouvement, La République en marche.

## Vie privée
Neila Benzina est la petite-fille de Tawhida Ben Cheikh.